# Plagiolepis vanderkelleni
Plagiolepis vanderkelleni é uma espécie de formiga do gênero Plagiolepis, pertencente à subfamília Formicinae.